# Селище (фільм, 2008)
«Селище» (рос. Поселок) — російський художній фільм 2008 року, знятий режисером Олегом Нікітіним.

## Сюжет
В одному з Радянських рибальських селищ живуть прості Радянські люди. Але в житті їх складається не все так гладко. У сім'ю Агрофіни і Кузьми постукала біда. Їх єдину дочка Ірину, яка вийшла заміж за земського лікаря — єврея (людину добропорядну і чуйну) заарештовують, як ворога народу! Тепер старі живуть тільки однією надією — знову побачити свою дочку.

## У ролях
- Ольга Антонова — Агрофіна
- Юрій Каюров — Кузьма, чоловік Агрофіни
- Ігор Кашинцев — Арсеній, голова
- Володимир Старостін — Клим, сусід
- Ольга Анохіна — Заряна, сусідка
- Ніна Єсіна — Соня
- Ілля Філін — Матвій, наречений Соні
- Тетяна Конюхова — Дар'я
- Галина Петрова — плетуха Дуська
- Надія Румянцева — Алевтина